# Голубая армия
Голуба́я а́рмия (пол. Błękitna Armia) или А́рмия Га́ллера (пол. Armia Hallera) — польское добровольческое военное формирование, созданное во время Первой мировой войны указом президента Франции Раймона Пуанкаре 4 июня 1917 года по инициативе Романа Дмовского и возглавляемого им Польского национального комитета. До момента передачи Польше она подчинялась приказам французского командования. К середине 1919 года её состав достиг шести дивизий и насчитывал до 80 тысяч солдат.

## История

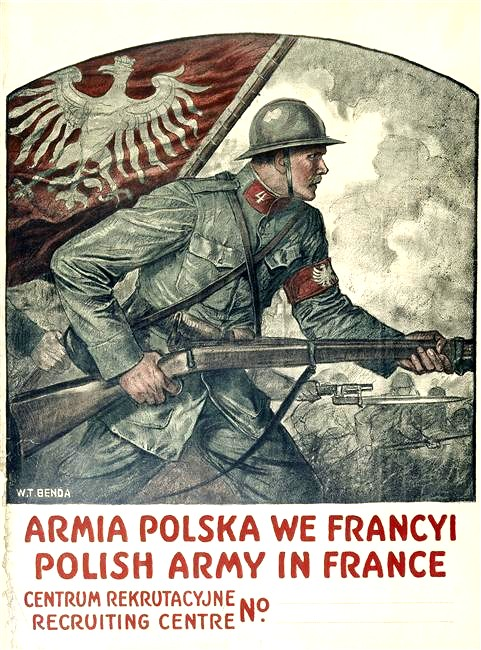
Агитационный плакат польского легиона во Франции. Художник В.Бенда

Первые подразделения армии были созданы в 1917 году сразу после заключения договора между президентом Франции Раймоном Пуанкаре и Польским национальным комитетом, возглавляемым Р. Дмовским. Основное ядро армии (23 000 человек) составляли поляки из США, откликнувшиеся на призыв Игнация Яна Падеревского. Остальные были либо поляками, состоявшими на службе во французской армии, либо бывшими польскими военнопленными из Германии и Австро-Венгрии (всего около 25 000 человек). Другие небольшие группы собрались со всего мира, в том числе ранее служившие в российском экспедиционном корпусе во Франции и из польской диаспоры в Бразилии (более 300 человек). Офицеры были в основном французами. Армия была организована на основе уставов французской армии, оснащена и вооружена техникой и вооружением из демобилизованных французских частей.
Первоначально армия находилась под французским политическим контролем и под командованием генерала Луи Аршинара. 23 сентября 1918 года политический контроль перешёл к Польскому национальному комитету. 4 октября 1918 года французского командующего сменил генерал Юзеф Галлер. Из польских частей в заключительных боях Первой мировой войны участвовал с июля 1918 года в Шампани только 1-й стрелковый полк, а с середины октября 1918 года и 1-я польская стрелковая дивизия, занимавшая участок фронта в Вогезах.
На начало апреля 1919 года численность армии Галлера составляла 70 000 человек, и с 16 апреля по начало июня армия вместе со всем снаряжением передислоцировалась в Польшу через территорию Германии без оружия, которое перевозилось в отдельных пломбированных вагонах. Армия Галлера стала наиболее обученной, вооруженной и оснащенной частью Войска Польского.
Сразу же по прибытии первых частей 26 апреля 1919 года войска Галлера были переброшены под Хелм на польско-украинский, а в мае и советско-польский фронты. 
Одним из условий переезда армии Галлера в Польшу было неучастие её в войне против ЗУНР. Однако 15 мая 1919 года польское правительство направило армию Галлера на украинско-польский фронт в Галиции и Волыни, что позволило его войскам перехватить инициативу в боях с Галицкой армией. Армия участвовала в польско-украинской войне в Восточной Галиции, обороняла Львов от украинских отрядов.
Во время Чортковского наступления армия Галлера понесла значительные потери. Однако, получив помощь от Антанты, войска Польши вытеснили украинские войска за реку Збруч. После оккупации Восточной Галиции и Волыни армия Галлера в сентябре 1919 года была реорганизована. 1 сентября были реформированы командование армии и корпусное командование, а дивизии после реформирования и переименования в сентябре были организационно включены в состав Войска Польского.